# Lista de notas bancárias
Esta é uma lista de atuais notas bancárias de diferentes países. O design natural de notas bancárias na maioria dos países é um retrato de um cidadão notável na frente e outro design atrás - às vezes algo relacionado a essa pessoa. Uma exceção é a das notas de Euro, onde estruturas arquiteturalmente não-existentes foram escolhidas para evitar a impressão de um preconceito nacional. Várias notas tem mais de um motivo de cada lado, só os principais são citados aqui.

## Áreas do Euro
O Euro (EUR) é moeda oficial de alguns países da União Europeia. Os desenhos usados são:
| Denominação | Frente                               | Verso                    |
| ----------- | ------------------------------------ | ------------------------ |
| EUR 5       | janelas da Arquitetura clássica      | Ponte clássica           |
| EUR 10      | portão da Arquitetura romana         | Ponte romana             |
| EUR 20      | janelas da Arquitetura gótica        | Ponte gótica             |
| EUR 50      | janelas da Arquitetura renascentista | Ponte renascentista      |
| EUR 100     | portão da Arquitetura barroca        | Ponte barroca            |
| EUR 200     | janelas do Século XIX/XX             | Ponte dos séculos XIX/XX |
| EUR 500     | janelas de Arquitetura moderna       | Ponte moderna            |

## África do Sul
A moeda oficial da África do Sul é o Rand (ZAR). Os desenhos usados são:
| Denominação | Frente          | Verso                     |
| ----------- | --------------- | ------------------------- |
| ZAR 10      | Rinoceronte     | Agricultura               |
| ZAR 20      | Elefante        | Mineração                 |
| ZAR 50      | Leão            | Manufactura               |
| ZAR 100     | Búfalo africano | Turismo                   |
| ZAR 200     | Leopardo        | Transporte e Comunicações |

## Argentina
A moeda oficial da Argentina é o Peso argentino (ARS). Os desenhos usados são:
| Denominação | Frente                     | Verso                         |
| ----------- | -------------------------- | ----------------------------- |
| ARS 2       | Bartolomé Mitre            | Museu Mitre                   |
| ARS 5       | José de San Martín         | Cerro de la Gloria, Mendoza   |
| ARS 10      | Manuel Belgrano            | Memorial Nacional da Bandeira |
| ARS 20      | Juan Manuel de Rosas       | Batalha da Vuelta de Obligado |
| ARS 50      | Domingo Faustino Sarmiento | Casa de Governo               |
| ARS 100     | Julio Argentino Roca       | Desert Conquest               |

## Austrália
A moeda oficial da Austrália é o Dólar australiano (AUD). Os desenhos usados são:
| Denominação | Frente              | Verso                                 |
| ----------- | ------------------- | ------------------------------------- |
| AUD 5       | Rainha Elizabeth II | Parliament House                      |
| AUD 5       | Henry Parkes        | Catherine Helen Spence (Federal note) |
| AUD 10      | AB 'Banjo' Paterson | Mary Gilmore                          |
| AUD 20      | Mary Reibey         | John Flynn                            |
| AUD 50      | David Unaipon       | Edith Cowan                           |
| AUD 100     | Dame Nellie Melba   | Sir John Monash                       |

## Brasil
A moeda oficial do Brasil é o Real (BRL). Os designs usados são:
| Denominação | Frente                | Verso             |
| ----------- | --------------------- | ----------------- |
| BRL 2       | A efígie da República | Tartaruga-marinha |
| BRL 5       | A efígie da República | Garça             |
| BRL 10      | A efígie da República | Arara             |
| BRL 20      | A efígie da República | Mico-leão dourado |
| BRL 50      | A efígie da República | Onça-pintada      |
| BRL 100     | A efígie da República | Garoupa           |
| BRL 200     | A efígie da República | Lobo-guará        |

## Canadá
A moeda oficial do Canadá é o Dólar canadense (CAD). Os designs usados são:
| Denominação | Frente                      | Verso                                   |
| ----------- | --------------------------- | --------------------------------------- |
| CAD 5       | Wilfrid Laurier             | Crianças jogando esportes de inverno    |
| CAD 10      | John A. Macdonald           | Forças pacíficas e o memorial da guerra |
| CAD 20      | Rainha Elizabeth II         | Artwork de Bill Reid                    |
| CAD 50      | William Lyon Mackenzie King | The Valiant Five and Thérèse Casgrain   |
| CAD 100     | Robert Borden               | Mapas do Canadá, histórico e moderno    |

## Dinamarca
A moeda oficial da Dinamarca é o Krone dinamarquês (DKK). Os designs usados são:
| Denominação | Frente                  | Verso                                              |
| ----------- | ----------------------- | -------------------------------------------------- |
| DKK 50      | Karen Blixen            | centauro de Landet Church                          |
| DKK 100     | Carl Nielsen            | Basilisco de Tømmerby Church                       |
| DKK 200     | Johanne Luise Heiberg   | Leão de Viborg Cathedral                           |
| DKK 500     | Niels Bohr              | Cavaleiro lutando contra um dragão de Lihme Church |
| DKK 1000    | Anna and Michael Ancher | Torneio de Bislev Church                           |

## Escócia
A moeda oficial da Escócia é a Libra esterlina (GBP). Sobre a legislação da Escócia, notas são desenvolvidas por bancos não o governo. Os designs do Banco da Escócia são:
| Denominação | Frente           | Verso                           |
| ----------- | ---------------- | ------------------------------- |
| GBP 5       | Sir Walter Scott | vignette de óleo e energia      |
| GBP 10      | Sir Walter Scott | vignette de destilação          |
| GBP 20      | Sir Walter Scott | vignette de educação e pesquisa |
| GBP 50      | Sir Walter Scott | vignette de artes e cultura     |
| GBP 100     | Sir Walter Scott | vignette de turismo             |

O design do Banco Real da Escócia:
| Denominação | Frente    | Verso                |
| ----------- | --------- | -------------------- |
| GBP 1       | Lord Ilay | Castelo de Edinburgo |
| GBP 5       | Lord Ilay | Castelo de Culzean   |
| GBP 10      | Lord Ilay | Castelo de Glamis    |
| GBP 20      | Lord Ilay | Castelo de Brodick   |
| GBP 50      | Lord Ilay | Castelo de Inverness |
| GBP 100     | Lord Ilay | Castelo de Balmoral  |

O design do Banco de Clydesdale:
| Denominação | Frente           | Verso                                                     |
| ----------- | ---------------- | --------------------------------------------------------- |
| GBP 5       | Robert Burns     | vignette dos ratos e das rosas                            |
| GBP 10      | Mary Slessor     | vignette da Nigéria e do trabalho missionário             |
| GBP 20      | Robert the Bruce | vignette de Bruce, Wallace, Castelo de Stirling.          |
| GBP 50      | Adam Smith       | vignette do Século XVIII, da engenharia e da agricultura. |
| GBP 100     | Lord Kelvin      | Sala de conferência da Universidade Kelvin                |

## Eslováquia
A moeda oficial da Eslováquia é a Koruna eslováquia (SKK). Os designs usados são:
| Denominação | Frente                        | Verso                                     |
| ----------- | ----------------------------- | ----------------------------------------- |
| SKK 20      | Príncipe Pribina              | Castelo de Nitra                          |
| SKK 50      | St. Cyril and Santo Methodius | Igreja de Dražovcee e alfabeto Glagolitic |
| SKK 100     | Madonna na Igreja de Levoča   | Igreja de Levočae a prefeitura            |
| SKK 200     | Anton Bernolák                | Trnava no século XVIII                    |
| SKK 500     | Ľudovít Štúr                  | Castelo de Bratislava                     |
| SKK 1000    | Andrej Hlinka                 | Igreja Ružomberok                         |
| SKK 5000    | Milan Rastislav Štefánik      | Cova de Stefanik                          |

## Estados Unidos
A moeda oficial dos Estados Unidos é o Dólar americano (USD). Os designs usados são:
| Denominação | Frente             | Verso                                 |
| ----------- | ------------------ | ------------------------------------- |
| USD 1       | George Washington  | Great Seal of the United States       |
| USD 2       | Thomas Jefferson   | Declaração de independência amerciana |
| USD 5       | Abraham Lincoln    | Lincoln Memorial                      |
| USD 10      | Alexander Hamilton | Departamento do Tesouro americano     |
| USD 20      | Andrew Jackson     | Casa Branca                           |
| USD 50      | Ulysses S. Grant   | Capitólio americano                   |
| USD 100     | Benjamin Franklin  | Independence Hall                     |

## Filipinas
A moeda oficial das Filipinas é o Peso filipino (PHP). Os designs usados são:
| Denominação | Frente                                                | Verso                                                                                 |
| ----------- | ----------------------------------------------------- | ------------------------------------------------------------------------------------- |
| PHP 5       | Emilio Aguinaldo                                      | Cena da Declaração de Independência das Filipinas                                     |
| PHP 10      | Apolinario Mabini e Andres Bonifacio                  | Igreja Barasoain e o canto do acordo de fundação do Katipunan.                        |
| PHP 20      | Manuel Quezon                                         | Palácio Malacañang                                                                    |
| PHP 50      | Sergio Osmeña                                         | Museu Nacional das Fiulipinas                                                         |
| PHP 100     | Manuel Roxas                                          | Bangko Sentral ng Pilipinas                                                           |
| PHP 200     | Diosdado Macapagal                                    | Cena de EDSA Dos e a atuação de Gloria Macapagal-Arroyo como Presidente das Filipinas |
| PHP 500     | Benigno Aquino, Jr.                                   | Cenas relacionadas à vida de Benigno Aquino, Jr.                                      |
| PHP 1000    | Jose Abad Santos, Vicente Lim, e Josefa Llanes Escoda | Banaue Rice Terraces, Manunggul jar cover, and Langgal                                |

## Hungria
A moeda oficial da Hungria é o Forint húngaro (HUF). Os designs usados são:
| Denominação | Frente                   | Verso                         |
| ----------- | ------------------------ | ----------------------------- |
| HUF 200     | Róbert Károly            | Diósgyőr Castle               |
| HUF 500     | Francis II Rákóczi       | Castelo de Sárospatak         |
| HUF 1000    | Rei Matthias Corvinus    | Hercules Fountain in Visegrad |
| HUF 2000    | Gábor Bethlen            | Bethlen e seus cientistas     |
| HUF 5000    | Conde István Széchenyi   | Széchenyi Mansion em Nagycenk |
| HUF 10000   | Rei Stephen I da Hungria | Esztergom                     |
| HUF 20000   | Ferenc Deák              | Parlamento húngaro            |

## Islândia
A moeda oficial da Islândia é o Krona islandês (ISK). Os designs usados são:
| Denominação | Frente                | Verso                            |
| ----------- | --------------------- | -------------------------------- |
| ISK 500     | Jón Sigurðsson        | Escola de gramática de Reykjavík |
| ISK 1000    | Brynjólfur Sveinsson  | Brynjólfskirkja                  |
| ISK 2000    | Jóhannes S. Kjarval   | Pintando e desenhando por Karval |
| ISK 5000    | Ragnheiður Jónsdóttir | Laufáskirkja altar cloth         |

## Índia
A moeda oficial da Índia é a Rupia indiana (INR). Os designs usados são:
| Denominação | Frente         | Verso                          |
| ----------- | -------------- | ------------------------------ |
| INR 5       | Mahatma Gandhi | Trator                         |
| INR 10      | Mahatma Gandhi | Rinoceronte, tigre e elefante. |
| INR 20      | Mahatma Gandhi | Palmeiras                      |
| INR 50      | Mahatma Gandhi | Parlamento da Índia            |
| INR 100     | Mahatma Gandhi | Himalaia                       |
| INR 500     | Mahatma Gandhi | Dandi March                    |
| INR 1000    | Mahatma Gandhi | Indústria                      |

## Inglaterra
A moeda oficial da Inglaterra é a Libra esterlina (GBP). Os designs usados da libra esterlina são:
| Denominação | Frente              | Verso          |
| ----------- | ------------------- | -------------- |
| GBP 5       | Rainha Elizabeth II | Elizabeth Fry  |
| GBP 10      | Rainha Elizabeth II | Charles Darwin |
| GBP 20      | Rainha Elizabeth II | Edward Elgar   |
| GBP 50      | Rainha Elizabeth II | John Houblon   |

## Japão
A moeda oficial da Japão é o Yene (JPY). Os designs usados são:
| Denominação | Frente              | Verso                                   |
| ----------- | ------------------- | --------------------------------------- |
| JPY 1000    | Soseki Natsume      | Grou                                    |
| JPY 1000    | Hideyo Noguchi      | Monte Fuji, cerejeiras                  |
| JPY 2000    | Portão de Shureimon | O conto de Genji e Murasaki Shikibu     |
| JPY 5000    | Inazo Nitobe        | Monte Fuji, lago                        |
| JPY 5000    | Ichiyo Higuchi      | Iris (planta), por Korin Ogata          |
| JPY 10000   | Yukichi Fukuzawa    | Faisões                                 |
| JPY 10000   | Yukichi Fukuzawa    | Estátua de Phoenix do templo de Byodoin |

## Noruega
A moeda oficial da Noruega é o Krone norueguês (NOK). Os designs usados são:
| Denominação | Frente                | Verso                     |
| ----------- | --------------------- | ------------------------- |
| NOK 50      | Peter Chr. Asbjørnsen | Lílios d'àgua             |
| NOK 100     | Kirsten Flagstad      | Ópera Nacional norueguesa |
| NOK 200     | Kristian Birkeland    | Cigarros nórdicos         |
| NOK 500     | Sigrid Undset         | Wreath                    |
| NOK 1000    | Edvard Munch          | Sol (pintado por Munch)   |

## Polônia
A moeda oficial da Polônia é o Złoty (PLN). Os designs usados são:
| Denominação | Frente                 | Verso                                    |
| ----------- | ---------------------- | ---------------------------------------- |
| PLN 10      | Mieszko I              | Moeda de prata do reinado de Mieszko I   |
| PLN 20      | Boleslaus I the Brave  | Moeda de prata do reinado de Boleslaus I |
| PLN 50      | Casimir III the Great  | Águia do royal seal of Casimir III       |
| PLN 100     | Wladislaus II Jagiełło | Águia do trombone de Wladislaus II       |
| PLN 200     | Sigismund I the Old    | Águia de Sigismund Chapel, Wawel Hill    |

## Russia
A moeda oficial da Rússia é o rublo (RUB). Os designs usados são:
| Denominação | Frente                      | Verso                                 |
| ----------- | --------------------------- | ------------------------------------- |
| RUB 10      | Catedral de Krasnoyarsk     | Central hidroeléctrica de Krasnoyarsk |
| RUB 50      | Escultura da Coluna Rostral | Antigo prédio da Bolsa de Valores     |
| RUB 100     | Escultura do Teatro Bolshoi | Teatro Bolshoi                        |
| RUB 500     | Pedro o Grande, porto       | Mosteiro de Solovetsky                |
| RUB 1000    | Yaroslav o Sábio            | Igreja do Precursor, Yaroslavl        |

## Suécia
A moeda oficial da Suécia é a Krona sueco (SEK). Os designs usados são:
| Denominação | Frente               | Verso                       |
| ----------- | -------------------- | --------------------------- |
| SEK 20      | Selma Lagerlöf       | Nils Holgersson             |
| SEK 50      | Jenny Lind           | Harpa prateada              |
| SEK 100     | Carolus Linnaeus     | Abelha polinizando uma flor |
| SEK 500     | Charles XI da Suécia | Christopher Polhem          |
| SEK 1000    | Gustav I da Suécia   | Harvest by Olaus Magnus     |

## Suíça
A moeda oficial da Suíça é o franco suíço (CHF). Os designs usados são:
| Denominação | Frente                  | Verso                                 |
| ----------- | ----------------------- | ------------------------------------- |
| CHF 10      | Le Corbusier            | Prédios de Le Corbusier em Chandigarh |
| CHF 20      | Arthur Honegger         | Elementos da Pacific 231 de Honegger  |
| CHF 50      | Sophie Taeuber-Arp      | Dada Head de Taeuber-Arp              |
| CHF 100     | Alberto Giacometti      | Man Walking de Giacometti             |
| CHF 200     | Charles Ferdinand Ramuz | Montanhas suíças e a área de Lavaux   |
| CHF 1000    | Jacob Burckhardt        | Detalhe de Palazzo Strozzi            |

## Turquia
A moeda oficial da Turquia é a Nova lira turca (TRY). Os designs usados são:
| Denominação | Frente        | Verso                                 |
| ----------- | ------------- | ------------------------------------- |
| TRY 1       | Kemal Atatürk | Dam em Xanleurfa - Adeiamane          |
| TRY 5       | Kemal Atatürk | Mausoléu de Anitkabir em Ancara       |
| TRY 10      | Kemal Atatürk | Um mapa mundial e um barco            |
| TRY 20      | Kemal Atatürk | Ruínas de Efes em Selcuk              |
| TRY 50      | Kemal Atatürk | Formações de rock Cappadocia          |
| TRY 100     | Kemal Atatürk | Palácio de Ixaque Paxá em Doubaiazete |